# Pantropisch
In de biologie verwijst pantropisch (de pantropen) naar het geografisch voorkomen van taxa. De distributie van een taxon is pantropisch wanneer een taxon voorkomt in tropische regio's op alle relevante continenten in dus zowel de Oude Wereld als de Nieuwe Wereld, dat wil zeggen in Afrika, Azië en de Amerika's.
Voorbeelden van plantengeslachten die pantropisch zijn betreffen de geslachten Acacia en Bacopa.
Voorbeeld van een dierenorde die pantropisch is, is Sirenia, de zeekoeien. De Amazonelamantijn en Caribische lamantijn komen voor in de nieuwe wereld (Midden- en Zuid-Amerika); de West-Afrikaanse lamantijn (West-Afrika) en de Doejong (Oost Afrika, Zuid-Azië, Noord-Australië) vertegenwoordigen de orde in de tropische delen van de oude wereld.